# Macates d'Etòlia
Macates (grec antic: Μαχάτας, llatí: Machatas) fou un polític etoli, que va ser enviat com ambaixador a Esparta al començament de la guerra social l'any 220 aC per demanar als espartans d'unir-se a la Lliga Etòlia contra Filip V de Macedònia i la Lliga Aquea.
En aquesta primera ambaixada no va tenir èxit però poc després el govern espartà va canviar a conseqüència de l'elecció de dos nous reis, Agesípolis i Licurg, i Macates va tornar i aquesta vegada va aconseguir fàcilment el seu propòsit.
Després va anar com ambaixador a l'Èlida on també va proposar l'aliança. Elis igualment es va unir a la Lliga Etòlia contra la Lliga Aquea.